# Stazione di Campodarsego
Stazione di Campodarsego vasútállomás Olaszországban, Veneto régióban, Campodarsego településen.

## Vasútvonalak
Az állomást az alábbi vasútvonalak érintik:
- Padova-Bassano-vasútvonal

## Kapcsolódó állomások
A vasútállomáshoz az alábbi állomások vannak a legközelebb: 
- Stazione di San Giorgio delle Pertiche (Stazione di Bassano del Grappa)
- Stazione di Vigodarzere (Stazione di Padova)